# Gustav Halwax
Gustav Halwax (* 30. Oktober 1910 in Istvánvölgy (deutsch Heideschüte), Königreich Ungarn, Österreich-Ungarn; † September 1941 bei Romny, Ukraine) war deutscher Herausgeber der Zeitungen „Volksruf“ und „Volk und Arbeit“ im Königreich Jugoslawien. Als SS-Untersturmführer war er im Zweiten Weltkrieg dort zeitweise mit der Rekrutierung von „Volksdeutschen“ für die Waffen-SS betraut. 

## Leben
Seine Schulausbildung erhielt Halwax in Vršac (deutsch Werschetz) und in Vrbas (deutsch Werbass). Zwischenzeitlich lebte er in Berlin, wo er Wissenschaft, Theologie und Wirtschaft studierte, promovierte und sich mit der nationalsozialistischen Ideologie beschäftigte. Während seiner Urlaubsaufenthalte im Königreich Jugoslawien gab er seinen Sympathien für die nationalsozialistische Bewegung Ausdruck, weswegen die jugoslawischen Behörden ihn festnahmen und seinen Pass einbehielten. Kurz darauf gründete er mit gleichgesinnten jungen Nationalsozialisten innerhalb des Schwäbisch-Deutschen Kulturbundes die „Kameradschaft der Erneuerungsbewegung“, welche die etablierte und konservativ ausgerichtete Leitung des Bundes herausforderte. Nachdem er mit seinen Verschwörern aus dem Bund ausgeschlossen worden war, widmete er sich der Herausgabe der Erneuererzeitungen „Volksruf“ und „Volk und Arbeit“.
Halwax entwickelte sich zu den führenden und einflussreichsten Ideologen der Erneuerungsbewegung. In dieser Position hielt er des Öfteren indoktrinierende Lesungen, die er an den jugendlichen Zulauf der Bewegung richtete. 1937 erreichte er mit der faschistischen jugoslawischen Bewegung „Zbor“ eine Übereinkunft zur Zusammenarbeit und beiderseitigen Unterstützung. 1939 kehrte Halwax nach Berlin zurück und trat zum 4. September 1939 der SS bei (SS-Nummer 382.413). Er wurde mit Urkunde vom 15. Juli 1940 im Deutschen Reich eingebürgert. Sein SS-Personalbogen führte ihn am 5. Juli 1940 als SS-Oberscharführer und Stabsleiter der Erneuerungsbewegung der Deutschen in Jugoslawien. Nach der Teilnahme im Westfeldzug wurde er von seiner SS-Dienststelle von Frankreich wieder in das Königreich Jugoslawien versetzt. Zum 9. November 1940 wurde er zum SS-Untersturmführer befördert.
Halwax erhielt nach der deutschen Besetzung des serbischen Banats vom damaligen Waffen-SS-Gruppenführer Paul Hausser den Auftrag, mit vier Annahmekommissionen dort eine Musterung in den deutschsprachigen Gemeinden abzuhalten. In dieser Funktion sollte er ab Dezember 1940 der SS-Verfügungsdivision „Das Reich“ (mot.) (1941–1943) neue Rekruten zuführen, wozu gesetzlich geregelte Voraussetzung fehlten. Anfänglich wurde seine Aktivität von der Volksgruppenführung um Josef Janko als „Einmischung in die inneren Angelegenheiten der Volksgruppenführung“ angesehen, die die Volksdeutsche Mittelstelle (VoMi) aufforderte Halwax nach Deutschland abzuberufen mit der Begründung, dass dieser unter der „Tarnung der Organisierung eines Arbeitsdienstes SS-Standarten unter den Volksdeutschen zu errichten“ versucht hatte. Halwax wurde per „Drahterlass vom 17. Januar 1941, den ihm die deutsche Gesandtschaft in Belgrad zur Kenntnis brachte, abberufen“.
Jedoch kehrte Halwax Anfang März zurück nach Novi Sad (deutsch Neusatz) mit dem Auftrag, im Rahmen des Sportbetriebes der deutschen Minderheit geeignete Männer für den Kriegsdienst zu mustern, um sie einer von ihm aufzustellenden „Sportorganisation“ zuzuführen und zu „disziplinieren“. Wegen des Ende März erfolgten Militärputschs in Belgrad und dem resultierenden deutschen Angriffs auf Jugoslawien vom 6. April 1941 war die Rekrutierung unter der Tarnung von Sportmannschaften jedoch nicht mehr nötig. Insgesamt führte Halwax der SS-Verfügungsdivision „Das Reich“ (mot.) (1941–1943) bis April/Mai 1941 etwa 600 Rekruten zu, die unter seiner Führung in der Ukraine zum Einsatz kamen. Halwax, nun SS-Untersturmführer, fiel im September 1941 bei Kampfhandlungen um Romny ebendort.
Nach seinem Tod wurde im besetzten Serbien eine paramilitärische „volksdeutsche“ Bürgerwehr der „Deutschen Mannschaft“ nach Gustav Halwax benannt. Von der „volksdeutschen“ Propaganda wurde er als Held verehrt. In der Namensvergabe drückte sich der Versuch aus, auch ideologisch die Verbindung zwischen den verschiedenen Mitgliedern der „Deutschen Mannschaft“ und der Waffen-SS aufrechtzuerhalten, in der nicht nur die ethnischen, sondern auch die familiären und persönlichen Fäden zu einem großen deutschen Ganzen verwoben wurden.